# Hulunbuir
49°12′N 119°42′Ø / 49.200°N 119.700°Ø
Hulun Buir (Forenklet kinesisk: 呼伦贝尔; traditionel kinesisk: 呼倫貝爾; pinyin: Hūlúnbèi'ěr; Wade-Giles: Hū-lún-pèi-ěrh; mongolsk: ; transskription: Kölün buir) er en by på præfekturniveau i den nordøstlige del af Indre Mongoliet. Hulun Buir er navnet på hele regionen, dets center er Hailar distrikt.
Indtil den 10. oktober 2001 var Hulun Buir administreret som en liga. Arealet er på 263.953 km² og befolkningen på 2.700.000 (2007) mens bruttonationalproduktet var på 21.326 milliarder RMB. Byens jurisdiktionsområde er dermed større end mange kinesiske provinser til trods for at den faktiske metropole befolkningen kun dækker en lille del af regionen. Hulun Buir er anerkendt som den største byen i verden efter areal.[kilde mangler]
Historisk er den østlige del af området kendt som Barga.

## Administrative enheder
Bypræfekturet Hulun Buir har jurisdiktion over et distrikt (区 qū), 5 byamter (市 shì), 5 bannere (旗 qí) og 2 autonome bannere (自治旗 zìzhìqí).
| Kort                | Kort                     | Kort                   | Kort                       | Kort                   | Kort        | Kort      |
| ------------------- | ------------------------ | ---------------------- | -------------------------- | ---------------------- | ----------- | --------- |
| Kort over Hulunbuir |                          |                        |                            |                        |             |           |
| #                   | Navn                     | Hanzi                  | Pinyin                     | Befolkning (2004 est.) | Areal (km²) | indb./km² |
| Distrikter          |                          |                        |                            |                        |             |           |
| 1                   | Hailar                   | 海拉尔区               | Hǎilā'ěr Qū                | 260.000                | 1.440       | 181       |
| Byamter             |                          |                        |                            |                        |             |           |
| 2                   | Manzhouli                | 满洲里市               | Mǎnzhōulǐ Shì              | 160.000                | 696         | 230       |
| 3                   | Zhalantun                | 扎兰屯市               | Zhālántún Shì              | 440.000                | 16.800      | 26        |
| 4                   | Yakeshi                  | 牙克石市               | Yákèshí Shì                | 400.000                | 27.590      | 14        |
| 5                   | Genhe                    | 根河市                 | Gēnhé Shì                  | 170.000                | 19.659      | 9         |
| 6                   | Ergun                    | 额尔古纳市             | É'ěrgǔnà Shì               | 90.000                 | 28.000      | 3         |
| Bannere             |                          |                        |                            |                        |             |           |
| 7                   | Arun                     | 阿荣旗                 | Āróng Qí                   | 320.000                | 12.063      | 27        |
| 8                   | Nye høyre Barag          | 新巴尔虎右旗           | Xīnbā'ěrhǔ Yòu Qí          | 30.000                 | 25.102      | 1         |
| 9                   | Nye venstre Barag        | 新巴尔虎左旗           | Xīnbā'ěrhǔ Zuǒ Qí          | 40.000                 | 22.000      | 2         |
| 10                  | Gamle Barag              | 陈巴尔虎旗             | Chénbā'ěrhǔ Qí             | 60.000                 | 21.192      | 3         |
| Autonome bannere    |                          |                        |                            |                        |             |           |
| 11                  | Oroqin                   | 鄂伦春自治旗           | Èlúnchūn Zìzhìqí           | 280.000                | 59.800      | 5         |
| 12                  | Evenk (For evenkerne)    | 鄂温克族自治旗         | Èwēnkèzú Zìzhìqí           | 140.000                | 19.111      | 7         |
| 13                  | Morin Dawa (For daurene) | 莫力达瓦达斡尔族自治旗 | Mòlìdáwǎ Dáwò'ěrzú Zìzhìqí | 320.000                | 10.500      | 30        |

## Demografi (2000)
| etnisk gruppe | antal     | andel   |
| ------------- | --------- | ------- |
| Han           | 2.199.645 | 81,85 % |
| Mongoler      | 231 276   | 8,6 %   |
| Manchu        | 111 053   | 4,13 %  |
| Daur          | 70 287    | 2,62 %  |
| Hui           | 30 950    | 1,15 %  |
| Evenker       | 25 418    | 0,95 %  |
| Koreaner      | 8 355     | 0,31 %  |
| Russer        | 4 741     | 0,18 %  |
| Oroqen        | 3 144     | 0,12 %  |
| Xibe          | 956       | 0,04 %  |
| Andre         | 1 403     | 0,05 %  |

## Ekstern henvisning
- Hulunbuir regjeringshjemmeside Arkiveret 15. april 2005 hos  Wayback Machine (kinesisk)